# Eric Hansen
Eric Hansen (ur. 24 maja 1992) – kanadyjski szachista, arcymistrz od 2013 roku.

## Kariera szachowa
Wielokrotny mistrz Kanady juniorów (m.in. 2009 – w kategorii do 18 lat). Wielokrotny mistrz prowincji Alberta (zarówno w kategorii juniorów, jak i seniorów). Zdobywca piątego miejsca na mistrzostwach świata juniorów do 16 lat (Vũng Tàu 2008). Uczestnik turnieju o Puchar Świata (Chanty-Mansyjsk 2011, w I rundzie przegrał z Vüqarem Həşimovem i odpadł z dalszej rywalizacji). Zdobywca czwartego miejsca w indywidualnych mistrzostwach Ameryki (Mar del Plata 2012, za Julio Grandą Zuñigą, Aleksandrem Szabałowem i Diego Floresem). W 2013 r. wystąpił w rozegranym w Tromsø turnieju o Puchar Świata, w I rundzie przegrywając z 
Władimirem Małachowem.
Reprezentant Kanady na szachowej olimpiadzie w Stambule (2012). 
Zwycięzca turnieju Panama Chess Open 2012 (Panama 2012).
Współzwycięzca turniejów: 
- strefowego – eliminacji mistrzostw świata (Guelph 2011, dz. I-II m. wspólnie z Batorem Sambujewem),
- Isthmia 2012 (Vrahati 2012, dz. I-III m. wspólnie z Sundarem Shyamem i Dmitrijem Swietuszkinem),
- Cappelle-la-Grande (Cappelle-la-Grande 2013, dz. I-VIII m. wspólnie z m.in. Sananem Siugirowem, Parimarjanem Negim i Maximem Rodshteinem),
- Canadian Open 2013 (Ottawa 2013, dz. I-II m. wspólnie z Nigelem Shortem)[6].

Najwyższy ranking w dotychczasowej karierze osiągnął 1 lipca 2017 r., z wynikiem 2629 punktów zajmował wówczas 2. miejsce wśród kanadyjskich szachistów.